# Brahminglada
Brahminglada (Haliastur indus) är en syd- och sydostasiatisk samt australisk fågel i familjen hökar inom ordningen hökfåglar.

## Utseende och levnadssätt
Brahmingladan är med sina 48 centimeter i längd en relativt liten glada. Den vuxna fågeln är kastanjefärgad  med vitt huvud, bröst och hals. I flykten syns den svartspetsade handen som typiskt för gladorna i Milvus och Haliastur hålls karakteristiskt bakåtvinklad. Stjärten är relativt kort och rundad till skillnad från Milvus-gladornas långa och kluvna stjärt.
Den juvenila fågeln är genomgående brun och svagt streckad på huvud, bröst och mantel. Stjärten är kanelfärgad och på den utbredda vingen syns en ljus fläck vid handpennornas bas.
Fågeln hittas nära vatten både vid kusten och inåt land.

## Utbredning och systematik
Brahmingladan delas upp i fyra underarter:
- Haliastur indus indus – förekommer på indiska subkontinenten och i Sydostasien till södra Kina.
- Haliastur indus intermedius – förekommer på Malackahalvön, indonesiska övärlden och i Filippinerna
- Haliastur indus girrenera – förekommer på Moluckerna, Nya Guinea, Bismarckarkipelagen och i kusttrakter i norra Australien.
- Haliastur indus flavirostris – förekommer på Salomonöarna

## Status och hot
Arten har ett stort utbredningsområde och en stor population, men tros minska i antal, dock inte tillräckligt kraftigt för att den ska betraktas som hotad. IUCN kategoriserar därför arten som livskraftig (LC). Världspopulationen uppskattas till 100 000 individer. Dess tillbakagång, som framför allt sker i Sydostasien, tros bero på habitatförlust, förföljelse, överanvändning av bekämpningsmedel och möjligen även förbättrad renhållning.

## Namn
Brahminer är skriftlärda som utgör den högsta kasten inom hinduismen.

## Bilder

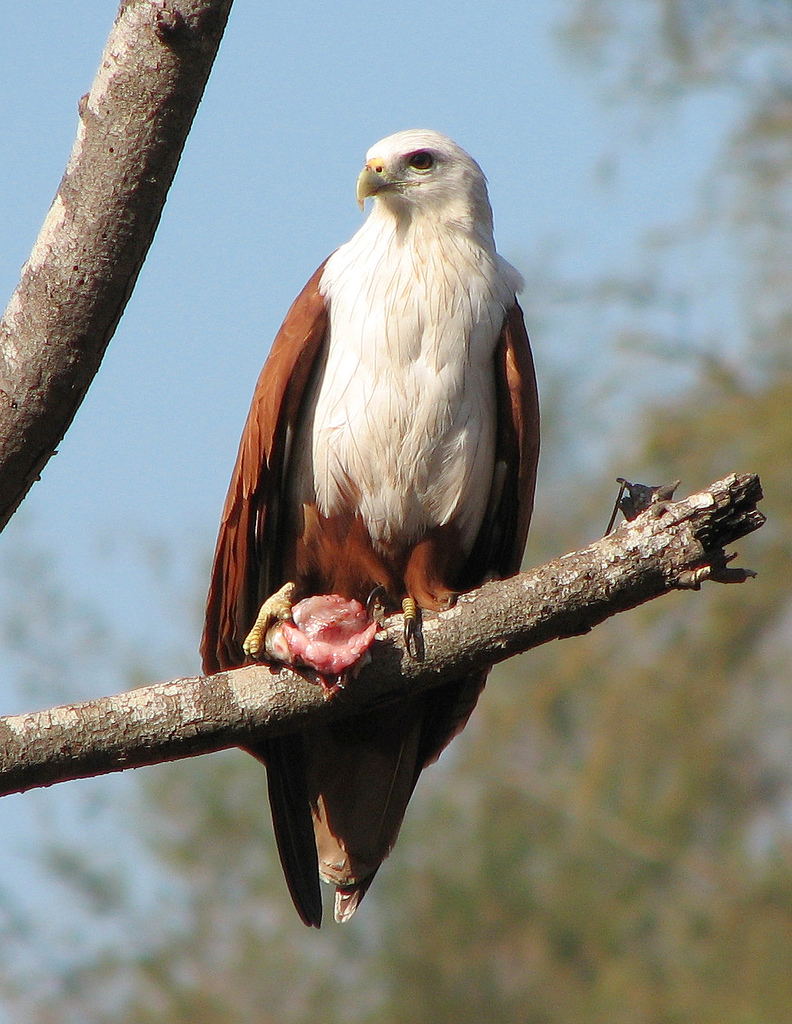
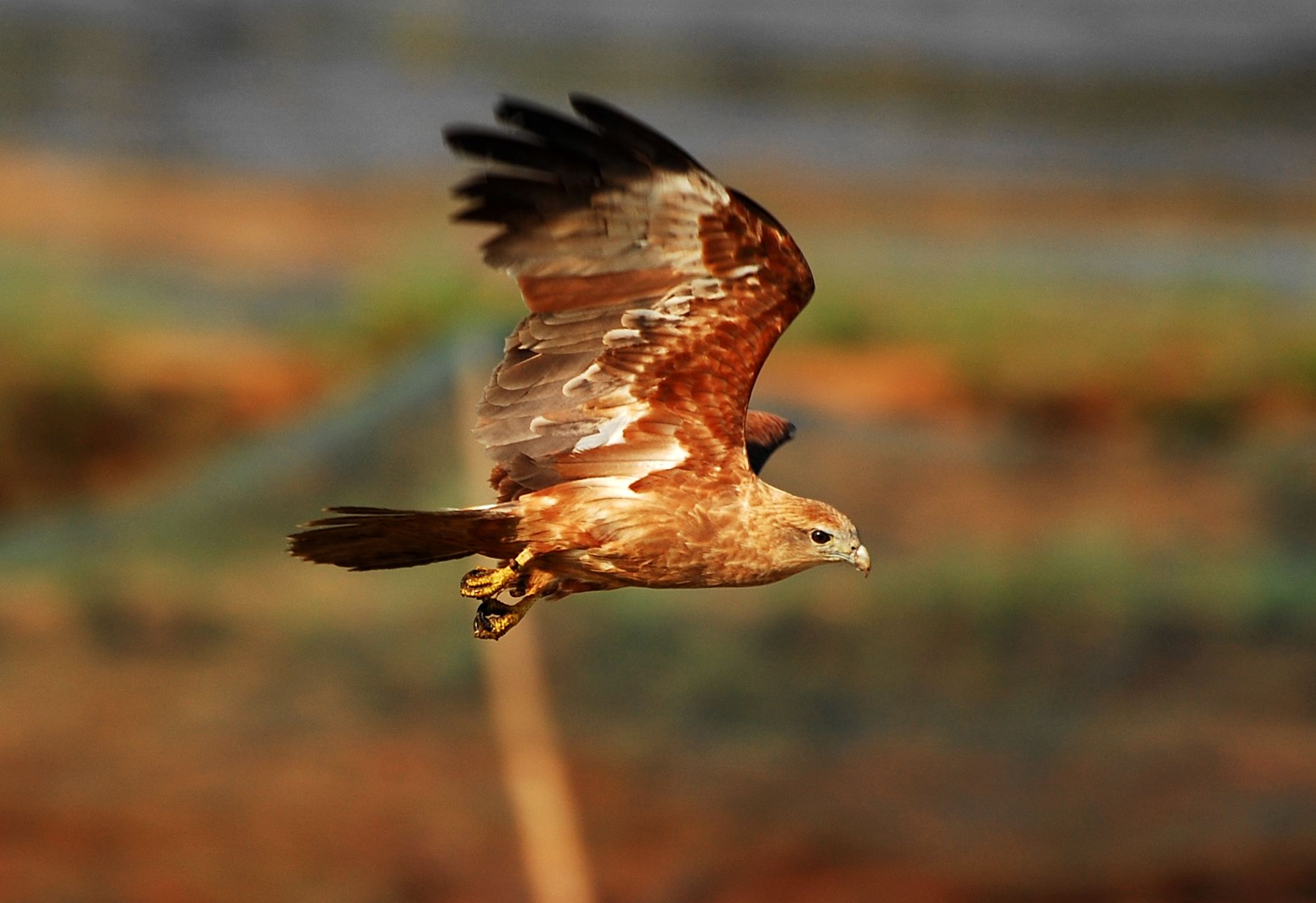
Subadult.
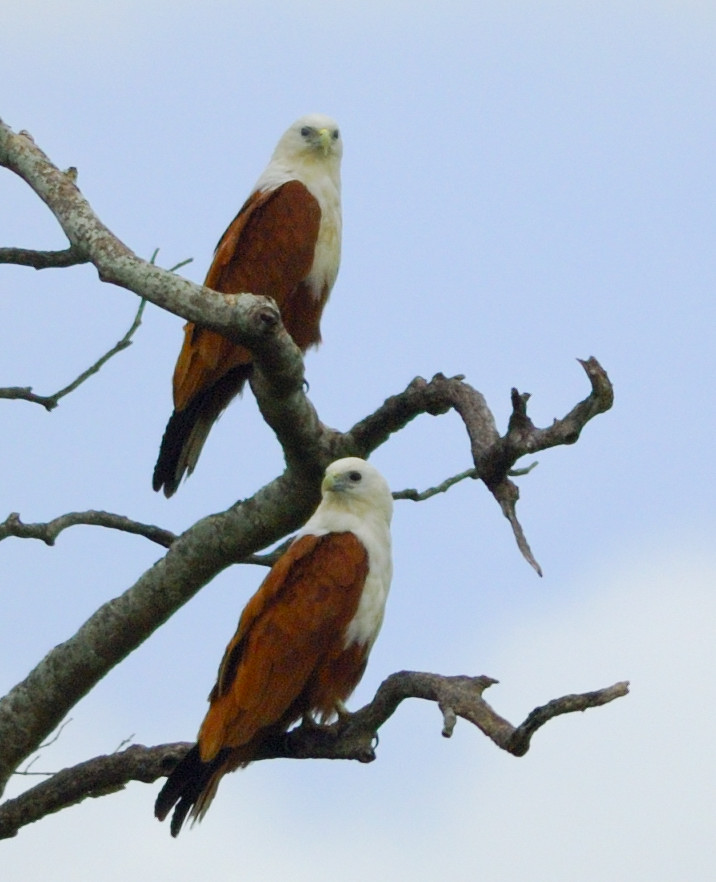